# 羽車 (企業)
株式会社羽車（はぐるま）は、大阪府堺市東区に本社を置く会社。
封筒・カード・紙製品などの企画・製造・販売を行っている。
特殊紙の封筒を多く取り扱い、オリジナルの紙素材を使用した高品質品の開発に力を入れている。
個人需要やニッチ（すきま）市場を見据えてブランド化を推進しており、自社製品を販売する戦略店舗「ウイングド・ウィール」を東京・表参道と大阪・心斎橋に展開している。

## 沿革
- 1918年、杉浦封筒工業所として創業
- 1936年、株式会社化
- 1969年、ハグルマ封筒株式会社と改称
- 2015年、株式会社羽車と改称[3]

## 関連会社
- 株式会社ウイングド・ウィール